# Monroe (Dakota del Sur)
Monroe es un pueblo ubicado en el condado de Turner en el estado estadounidense de Dakota del Sur. En el Censo de 2010 tenía una población de 160 habitantes y una densidad poblacional de 163 personas por km².

## Geografía
Monroe se encuentra ubicado en las coordenadas 43°29′12″N 97°13′0″O / 43.48667, -97.21667. Según la Oficina del Censo de los Estados Unidos, Monroe tiene una superficie total de 0.98 km², de la cual 0.98 km² corresponden a tierra firme y (0%) 0 km² es agua.

## Demografía
Según el censo de 2010, había 160 personas residiendo en Monroe. La densidad de población era de 163 hab./km². De los 160 habitantes, Monroe estaba compuesto por el 98.13% blancos, el 0% eran afroamericanos, el 0% eran amerindios, el 0.63% eran asiáticos, el 0% eran isleños del Pacífico, el 0% eran de otras razas y el 1.25% pertenecían a dos o más razas. Del total de la población el 0.63% eran hispanos o latinos de cualquier raza.